# Platte County, Wyoming
Platte County är ett administrativt område i sydöstra delen av delstaten Wyoming, USA, med 8 667 invånare. Den administrativa huvudorten (county seat) är Wheatland. 

## Historia
Platte County bildades 21 februari 1911 genom avstyckning av land från Laramie County. Countyt döptes efter North Platte River, som flyter genom nordöstra delen av countyt.

## Geografi

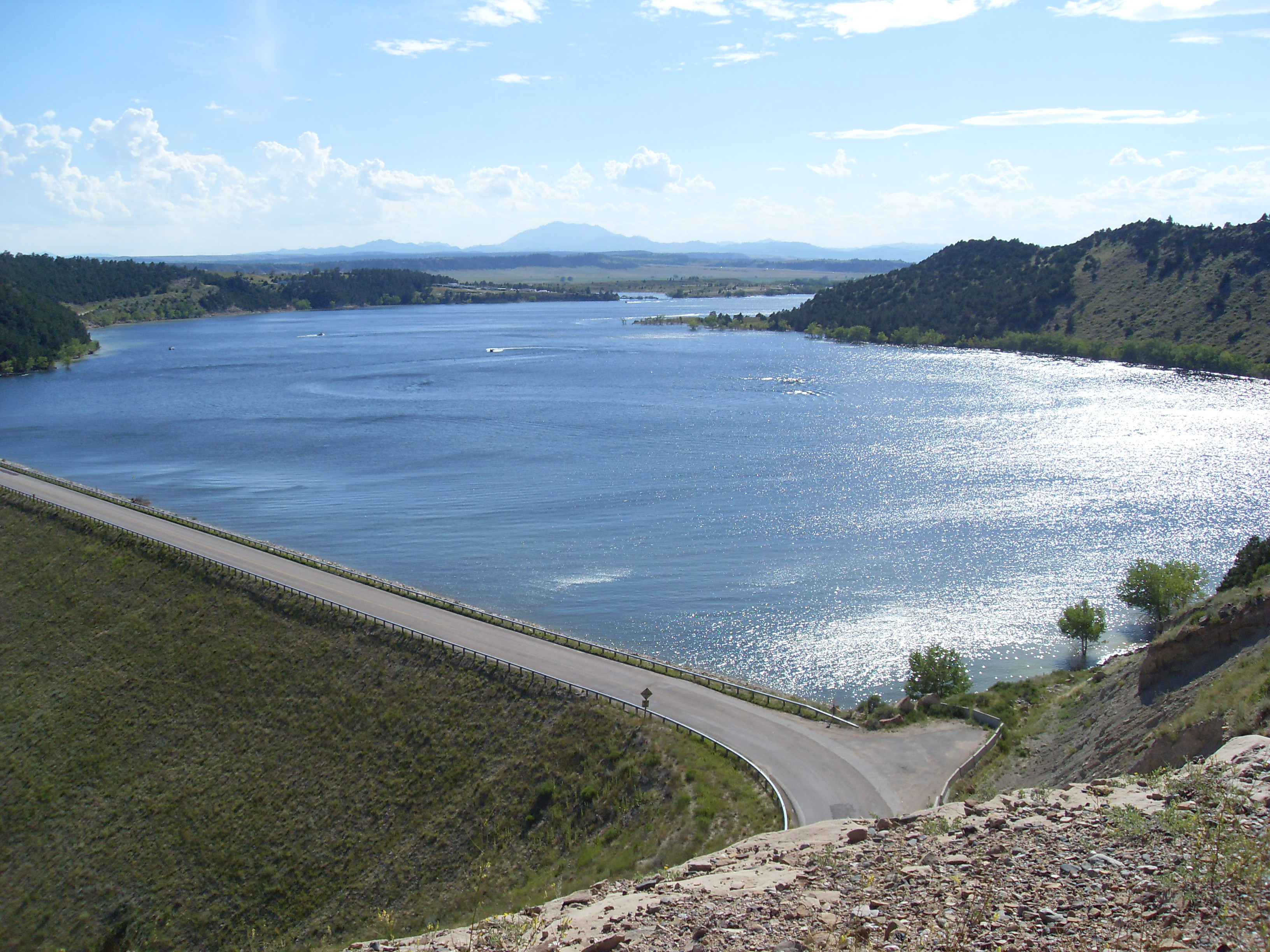
Glendo State Park

Enligt United States Census Bureau har countyt en total area på 5 467 km². 5 400 km² av den arean är land och 67 km² är vatten. 

### Angränsande countyn
- Niobrara County - nordöst
- Goshen County, Wyoming - öst
- Laramie County, Wyoming - syd
- Albany County - väst
- Converse County, Wyoming - nordväst

## Orter
Invånarantal 2010 anges inom parentes.

### Småstäder (Towns)
Städer med under 4 000 invånare som har kommunalt självstyre:
- Chugwater (212)
- Glendo (205)
- Guernsey (1 147)
- Hartville (62)
- Wheatland (3 627), huvudort

### Census-designated places
Orter som saknar kommunalt självstyre och administreras direkt av Platte County:
- Chugcreek (156)
- Lakeview North (84)
- Slater (80)
- Westview Circle (52)
- Y-O Ranch (195)
- Whiting (83)

### Andra orter
- Dwyer
- Dwyer Junction

### Spökstäder
- Sunrise

## Större vägar
- Interstate 25
- U.S. Route 26
- U.S. Route 87
- Wyoming Highway 34